# Артатама I
Артатама I, также Артадама I, Ардадама I (из мит.-арийск., ср. др.-инд. ̥rtá˗dʰāman «тот, чьё пребывание закон») — царь Митанни, правил приблизительно в 1410—1400 годах до н. э.
Вёл войны с царём Хеттского царства Хаттусили II, который завоевал вассальные от Митанни царства Халеб, Аштату, Нухашше и, возможно, подчинил своему влиянию страну Ишува (в документах не упоминается о завоевании Ишувы Хаттусили II, но говорится о восстании Ишувы против хеттской власти при следующем царе хеттов Тудхалии III). Кроме того Хаттусили II завязал дружественные отношения с царём Киццуватны Паттадишшу и даже временно перетянул эту страну на свою сторону, что также ослабило позицию Митанни в этом регионе.
В это же время Митанни вело войну и с Египтом за Северную Сирию. Война носила переменный успех и, в конце концов, Артатама договорился о мире и разделе сфер влияния с египетским фараоном Тутмосом IV, по которому Северная Сирия с выходом к Средиземному морю оставалась в зоне Митанни. Договор был скреплён браком Тутмоса IV с дочерью Артатамы. По одной из версий,  данной принцессой была Мутемуйя, мать фараона Аменхотепа III.
Артатама I был отцом Шуттарны II и дедом Тушратты, что видно из письма Тушратты к египетскому фараону Аменхотепу III.

«…я теперь просил у моего брата золота и имел на это две причины: для карашка (может быть, гробницы) моего деда Артатамы и как подарок за невесту».
| Династия царей Митанни    |                                       |                       |
| Предшественник: Шауштатар | царь Митанни ок. 1410 — 1400 до н. э. | Преемник: Шуттарна II |